# Benjamin T. Eames

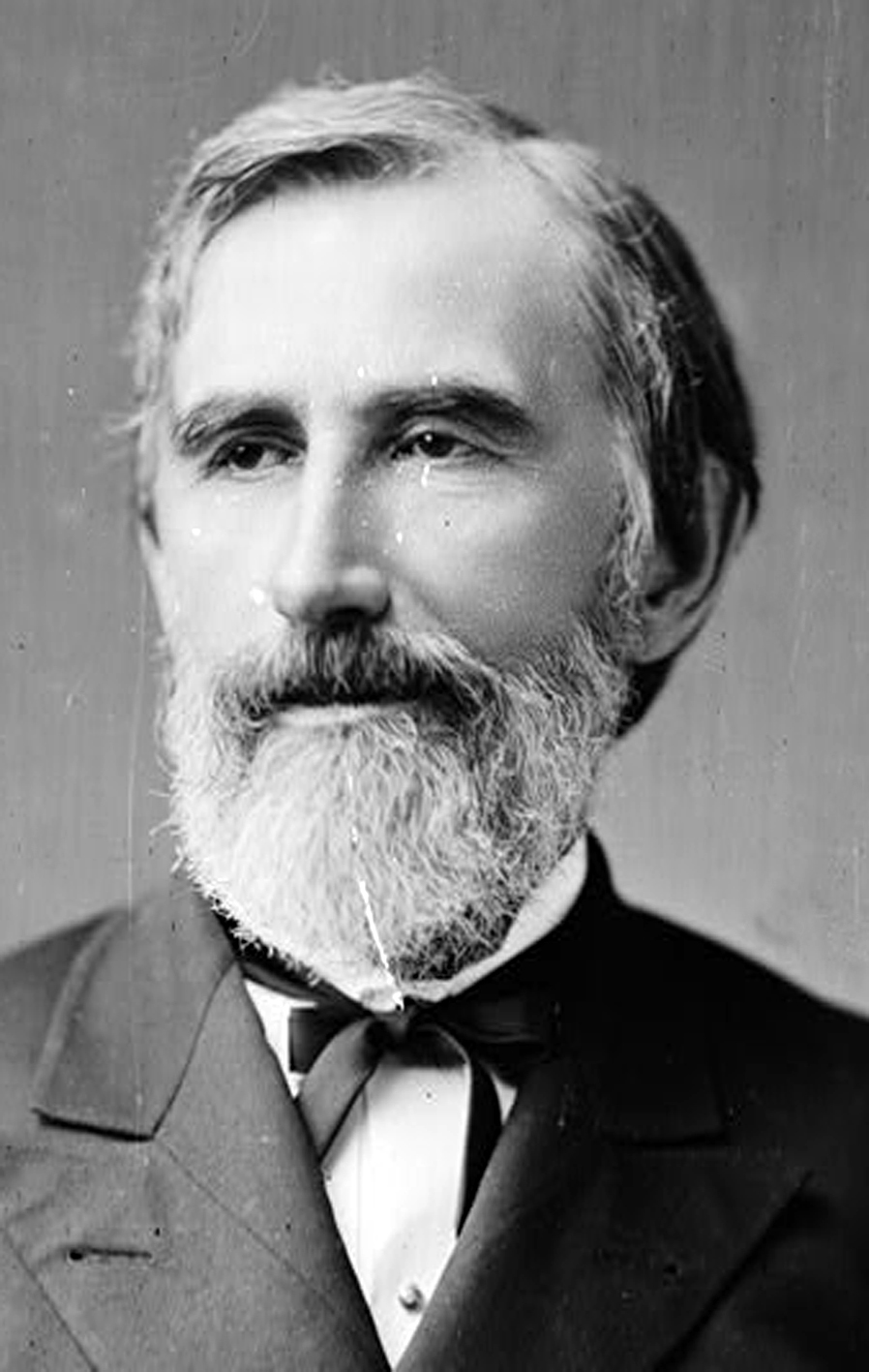
Benjamin T. Eames

Benjamin Tucker Eames (* 4. Juni 1818 in Dedham, Massachusetts; † 6. Oktober 1901 in East Greenwich, Rhode Island) war ein US-amerikanischer Politiker. Zwischen 1871 und 1879 vertrat er den ersten Wahlbezirk des Bundesstaates Rhode Island im US-Repräsentantenhaus.

## Werdegang
Benjamin Eames besuchte sowohl die öffentlichen Schulen in Rhode Islands Hauptstadt Providence als auch in Massachusetts und Connecticut. Danach arbeitete er einige Jahre als Buchhalter, ehe er bis 1843 am Yale College studierte. Anschließend arbeitete er als Lehrer. Nach einem Jurastudium und seiner im Jahr 1845 erfolgten Zulassung als Rechtsanwalt begann Eames in Providence in seinem neuen Beruf zu arbeiten. Zwischen 1845 und 1850 war er Verwaltungsangestellter beim Repräsentantenhaus von Rhode Island. Eames wurde Mitglied der neugegründeten Republikanischen Partei. In den Jahren 1854 bis 1857 und nochmals von 1863 bis 1864 war er Mitglied im Senat von Rhode Island. Im Jahr 1857 gehörte er einer Kommission zur Überarbeitung der Staatsgesetze an. In den Jahren 1859, 1860, 1868 und 1869 wurde er jeweils in das Repräsentantenhaus des Staates gewählt.
Bei den Kongresswahlen des Jahres 1870 wurde Eames im ersten Distrikt von Rhode Island in das US-Repräsentantenhaus in Washington, D.C. gewählt, wo er am 4. März 1871 die Nachfolge von Thomas Jenckes antrat. Nachdem er dreimal wiedergewählt worden war, konnte er bis zum 3. März 1879 im Kongress verbleiben. Zwischen 1873 und 1875 war er Vorsitzender des Ausschusses, der sich mit privaten Landansprüchen befasste. Im Jahr 1878 verzichtete Eames auf eine weitere Kandidatur.
Nach dem Ende seiner Zeit im Kongress war er zwischen 1879 und 1881 erneut Abgeordneter im Repräsentantenhaus von Rhode Island. Danach war er von 1884 bis 1885 nochmals im Senat seines Staates. Anschließend zog er sich aus der Politik zurück. Benjamin Eames starb im Oktober 1901 und wurde in Providence beigesetzt.